# Diplectrona juliarum
Diplectrona juliarum är en nattsländeart som beskrevs av Grigorenko och Ivanov 1991. Diplectrona juliarum ingår i släktet Diplectrona och familjen ryssjenattsländor. Inga underarter finns listade i Catalogue of Life.